# Plener

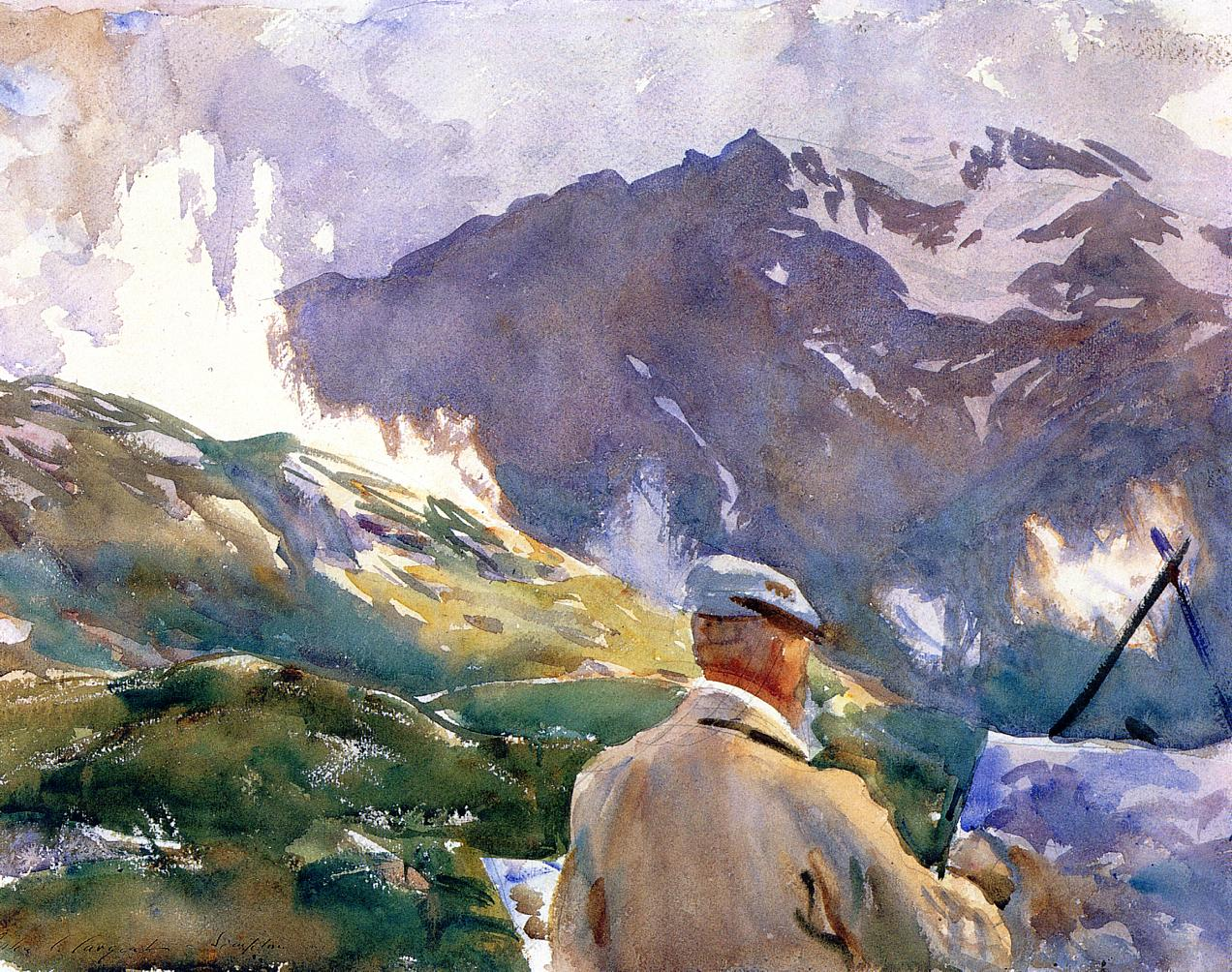
John Singer Sargent, Artysta w Simplon, około 1909

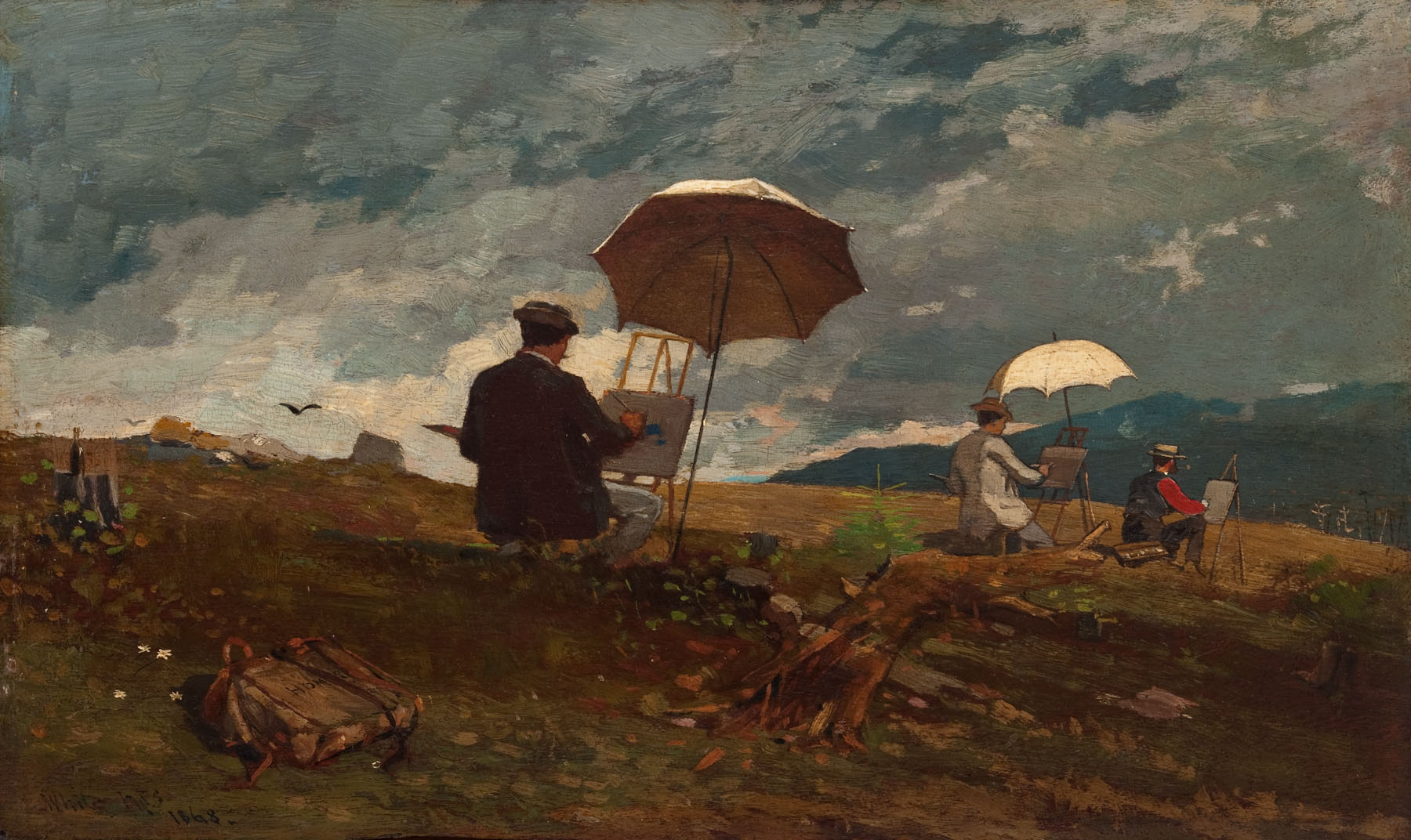
Winslow Homer, Artyści malujący w White Mountains, 1868,
Portland Museum of Art

Plener (fr. en plein air – na świeżym powietrzu) – twórczość na zewnątrz, w bezpośrednim kontakcie z naturą, polegająca na  utrwalaniu w twórczości malarskiej krajobrazu, otwarta przestrzeń pod gołym niebem jako miejsce i temat pracy artysty, pobyt grupy artystów w jakiejś miejscowości, poświęcony pracy twórczej. 
Twórczość plenerowa, malowanie krajobrazu bezpośrednio z natury w przestrzeni otwartej, stała się popularna w XIX wieku dzięki francuskim malarzom barbizończykom i impresjonistom. Przyczyniły się też do tego dwa wynalazki: przenośne, lekkie sztalugi plenerowe i farby w tubkach. Obrazu niekiedy dopełniał mniejszy lub większy biały parasol, dający równo rozproszone światło na płaszczyznę płótna. Propagatorami malarstwa plenerowego we Francji byli Camille Corot, Claude Monet, Camille Pissarro, Pierre-Auguste Renoir, Vincent van Gogh. Odświeżyli sztukę, uwolnili ją z historycznych rekwizytów, wprowadzili światło, blask i powietrze.
W Polsce w tym czasie malowali w plenerze Julian Fałat, Stanisław Masłowski, Józef Pankiewicz, Leon Wyczółkowski, Wojciech Weiss, Jan Stanisławski.
Kolebką polskiego pleneryzmu jest Kazimierz Dolny.
Dziś plener, podczas którego malarze (ale też na przykład rysownicy) tworzą w otwartej przestrzeni, choć ma to samo znaczenie, bywa również zorganizowanym wyjazdem grupy artystów, naukowców, teoretyków sztuki w odległe, niejednokrotnie egzotyczne miejsca, w których odizolowani od zgiełku cywilizacji, inspirowani przez naturę, tworzą swoje dzieła.